# Bank of China Building (Macao)
Le Bank of China Building (澳门中银大厦) est un gratte-ciel de 163 mètres de hauteur et de 38 étages, construit à Macao en Chine de 1989 à 1992.
L'architecte est l'agence de Hong Kong P & T Architects & Engineers
Le hall comporte 40 guichets de banque.
Les colonnes qui supportent l'immeuble sont situés sur les extérieurs
À son achèvement en 1992 c'était le plus haut immeuble de Macao.